# Валијуг
Валијуг (рум. Văliug) је насеље и седиште истоимене општине Валијуг у жупанији Караш-Северин у Румунији. Према попису из 2021. у насељу је било 643 становника.

## Историја
По "Румунској енциклопедији" место је основана 1720. године од Румуна пребеглих из Олтеније. Локација села је била окружена густом шумом која ће почети да се крчи од 1780. године за потребе фабрике у Решици. Поред Румуна староседелаца колонизовани су 1793. године Немци из Доње Аустрије. Дошли су 1807. године дрвосече Чеси и Словаци.

## Становништво
| Година       | 1992  | 2002 | 2011 | 2021 |
| ------------ | ----- | ---- | ---- | ---- |
| Становништво | 1.185 | 982  | 741  | 643  |

Према попису из 2021. у Валијугу је живело 643 становника што је за 98 мање (-13,23%) у односу на попис из 2011. када је у насељу живео 741 становник.
Према попису из 2021. већину станоништва су чинили Румуни, а од мањина је највише било Немаца.
| Етнички састав према попису из 2021.‍ | Етнички састав према попису из 2021.‍ | Етнички састав према попису из 2021.‍ | Етнички састав према попису из 2021.‍ | Етнички састав према попису из 2021.‍ |
| ------------------------------------ | ------------------------------------ | ------------------------------------ | ------------------------------------ | ------------------------------------ |
|                                      |                                      |                                      |                                      |                                      |
| Румуни                               | Румуни                               |                                      | 526                                  | 81,80%                               |
| Немци                                | Немци                                |                                      | 32                                   | 4,98%                                |
| Украјинци                            | Украјинци                            |                                      | 4                                    | 0,62%                                |
| Мађари                               | Мађари                               |                                      | 3                                    | 0,47%                                |
| Остали                               | Остали                               |                                      | 3                                    | 0,47%                                |
| Непознато                            | Непознато                            |                                      | 75                                   | 11,66%                               |